# Richard Baltzer (matematiker)

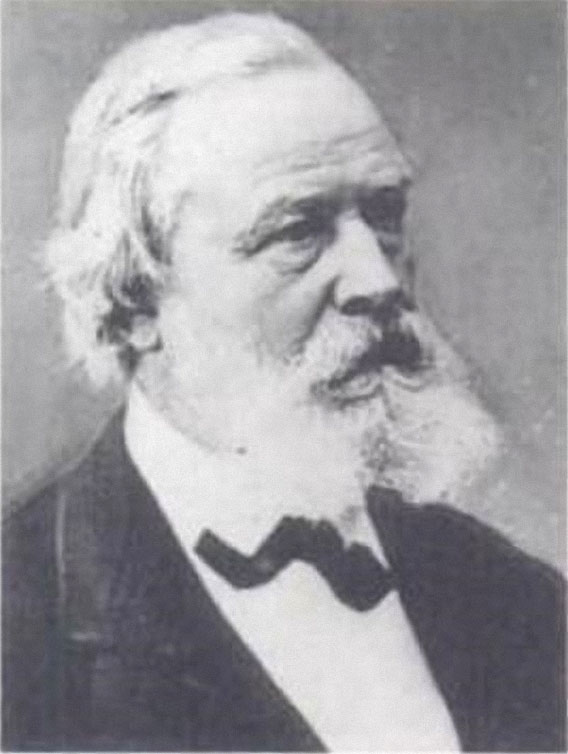
Richard Baltzer.

Heinrich Richard Baltzer, född den 27 januari 1818 i Meissen, död den 7 november 1887 i Giessen, var en tysk matematiker.
Baltzer, som sedan 1869 var professor vid universitetet i Giessen, var en framstående läroboksförfattare, mest känd genom sitt arbete Theorie und Anwendung der Determinanten (1857, 5:e upplagan 1881), som länge betraktats som ett på sitt område klassiskt verk.